# Moncla
Pour les articles homonymes, voir Moncla (homonymie).
Moncla (en béarnais Montclar ou Mouncla) est une commune française située dans le département des Pyrénées-Atlantiques, en région Nouvelle-Aquitaine.

## Géographie

### Localisation
La commune de Moncla se trouve dans le département des Pyrénées-Atlantiques, en région Nouvelle-Aquitaine.
Elle se situe à 42 km par la route de Pau, préfecture du département, et à 31 km de Serres-Castet, bureau centralisateur du canton des Terres des Luys et Coteaux du Vic-Bilh dont dépend la commune depuis 2015 pour les élections départementales.
La commune fait en outre partie du bassin de vie de Garlin.
Les communes les plus proches sont : 
Projan (2,0 km), Castetpugon (2,3 km), Sarron (3,6 km), Verlus (3,7 km), Portet (3,7 km), Garlin (3,9 km), Saint-Agnet (4,3 km), Baliracq-Maumusson (4,4 km).
Sur le plan historique et culturel, Moncla fait partie de la province du Béarn, qui fut également un État et qui présente une unité historique et culturelle à laquelle s’oppose une diversité frappante de paysages au relief tourmenté.

### Communes limitrophes
Les communes limitrophes sont  Castetpugon, Garlin, Portet, Projan, Sarron et Verlus.
| Sarron (Landes) | Projan (Gers) | Verlus (Gers) |
| Garlin          | Moncla        | Portet        |
|                 | Castetpugon   |               |

### Paysages et reliefs
Le paysage s'organise autour d'un coteau et de deux vallées parallèles, globalement nord-sud. La dissymétrie gasconne des vallées est très nette : la pente à l'ouest est très forte et celle de l'est est douce. Si cette approche succincte est très simple, les détails sont beaucoup plus complexes du fait de nombreux petits ruisseaux qui ont modelé les terres.
Les vallées sont profondes, larges d'un kilomètre et se situent à 90 mètres en contrebas des crêtes. Le profil transversal de cet ensemble débute par un versant exposé à l'ouest, en pente douce convexe, qui s'accélère très brutalement.
En revanche, le versant est présente une faible pente, modelé par le colluvionnement. L'origine de cette dissymétrie très générale dans les vallées gasconnes est très controversée, mais semble être de nature climatique.
À ce schéma assez simple se superpose un micro-découpage par de nombreux petits ruisseaux, plus souvent présents en versant est (cas de la Boulise), qui découpent dans ces serres nord-sud, des crêtes secondaires souvent est-ouest, mais pouvant être orientées de façons diverses. Cette morphologie présente donc des répétitions d'ouest en est et nord au sud dans tout le Vic-Bilh. Ces répétitions sont d'ailleurs reprises par la pédologie.

### Hydrographie

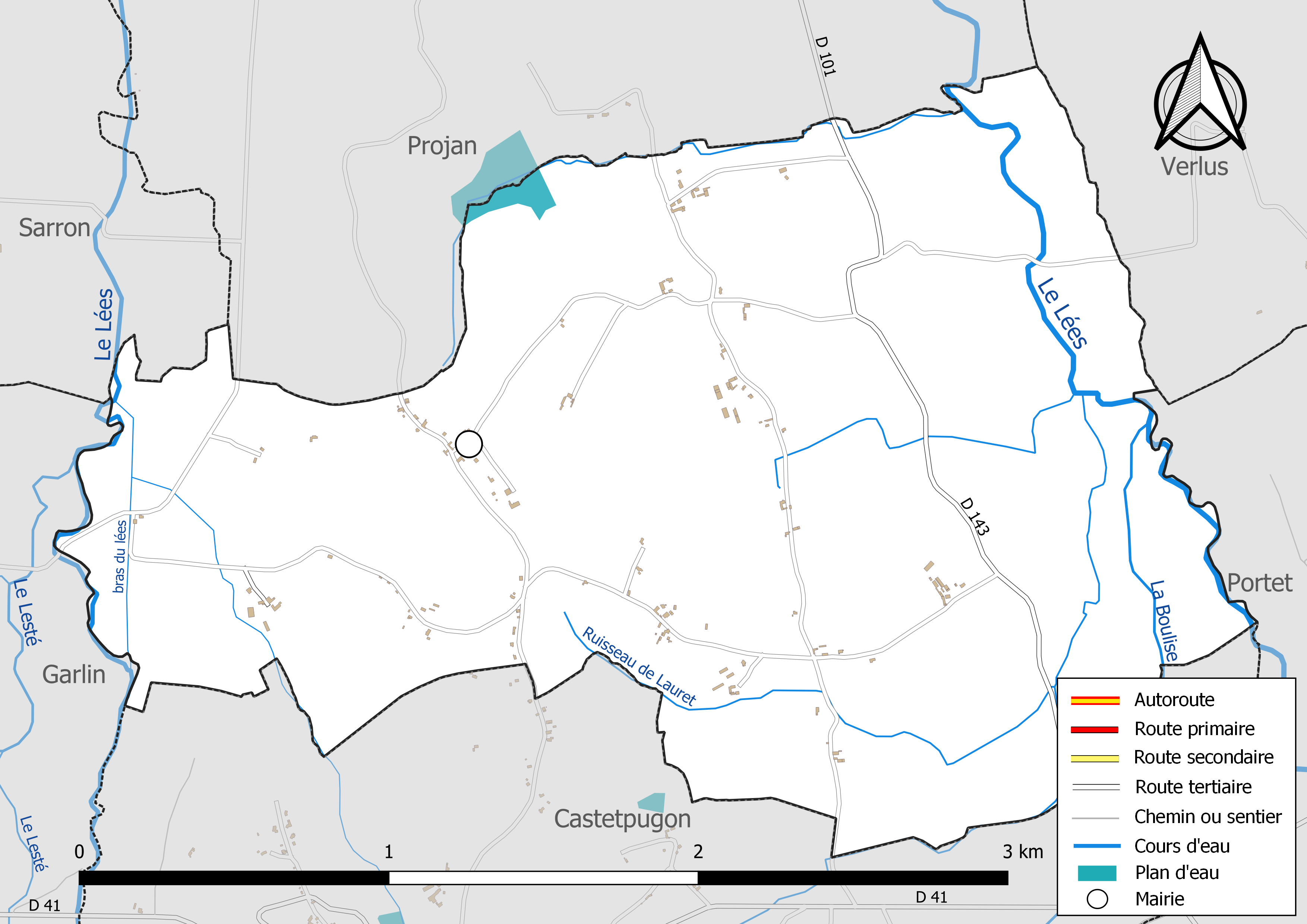
Réseaux hydrographique et routier de Moncla.

On peut noter un réseau hydrographique assez bien développé sur la commune, ainsi que la présence d'une multitude de petites sources. Il y a trois rivières qui passent à Moncla :
- le gros Lées : la rivière la plus importante de Moncla qui coule dans la plaine est. Elle prend sa source aux environs de Lembeye (vingt kilomètres au sud-est) et rejoint le fleuve Adour à quelques kilomètres au sud d'Aire-sur-l'Adour (Landes). Il est lui-même rejoint sur la commune par le ruisseau de Lauret ;
- le grand Lées : provenant de Mascaraas puis de Castetpugon, il traverse Moncla dans la plaine ouest et rejoint le Gros Lées à une dizaine de kilomètres au nord de Moncla ;
- la Boulise : petit ruisseau qui prend sa source à Mascaraàs  et rejoint le Gros Lées à Moncla.

Le faible débit de ces rivières ne permet pas de les utiliser comme source d'irrigation. On peut noter une part de terre drainées très importante en 1988 (220 ha pour 244 ha de terres labourables soit 90 %)[réf. nécessaire].

### Climat
Pour des articles plus généraux, voir Climat de la Nouvelle-Aquitaine et Climat des Pyrénées-Atlantiques.
Historiquement, la commune est exposée à un climat océanique aquitain.  
En 2020, Météo-France publie une typologie des climats de la France métropolitaine dans laquelle la commune est dans une zone de transition entre le climat océanique et le climat océanique altéré et est dans la région climatique Aquitaine, Gascogne, caractérisée par une pluviométrie abondante au printemps, modérée en automne, un faible ensoleillement au printemps, un été chaud (19,5 °C), des vents faibles, des brouillards fréquents en automne et en hiver et des orages fréquents en été (15 à 20 jours).
Pour la période 1971-2000, la température annuelle moyenne est de 13,4 °C, avec une amplitude thermique annuelle de 14,3 °C. Le cumul annuel moyen de précipitations est de 1 055 mm, avec 12 jours de précipitations en janvier et 7,7 jours en juillet. Pour la période 1991-2020, la température moyenne annuelle observée sur la station météorologique la plus proche, située sur la commune de Mont-Disse à 7 km à vol d'oiseau, est de 13,9 °C et le cumul annuel moyen de précipitations est de 1 010,8 mm,. Pour l'avenir, les paramètres climatiques de la commune estimés pour 2050 selon différents scénarios d'émission de gaz à effet de serre sont consultables sur un site dédié publié par Météo-France en novembre 2022.

### Milieux naturels et biodiversité

#### Espaces protégés
La protection réglementaire est le mode d’intervention le plus fort pour préserver des espaces naturels remarquables et leur biodiversité associée,.
Un  espace protégé est présent sur la commune : 
le « coteau de Garlin », un terrain acquis (ou assimilé) par un conservatoire d'espaces naturels,, d'une superficie de 20,6 ha.

#### Réseau Natura 2000
Le réseau Natura 2000 est un réseau écologique européen de sites naturels d'intérêt écologique élaboré à partir des Directives « Habitats » et « Oiseaux », constitué de zones spéciales de conservation (ZSC) et de zones de protection spéciale (ZPS).
Un site Natura 2000 a été défini sur la commune au titre de la « directive Habitats » : les « coteaux de Castetpugon, de Cadillon et de Lembeye », d'une superficie de 220 ha, présentant des pelouses calcaires riches en orchidées et autres plantes rares régionalement, globalement bien conservées,.

#### Zones naturelles d'intérêt écologique, faunistique et floristique
L’inventaire des zones naturelles d'intérêt écologique, faunistique et floristique (ZNIEFF) a pour objectif de réaliser une couverture des zones les plus intéressantes sur le plan écologique, essentiellement dans la perspective d’améliorer la connaissance du patrimoine naturel national et de fournir aux différents décideurs un outil d’aide à la prise en compte de l’environnement dans l’aménagement du territoire.
Une ZNIEFF de type 1 est recensée sur la commune, : 
les « pelouses à orchidées de Burosse-Mendousse, Castetpugon, Cadillon et Castillon » (86,99 ha), couvrant 6 communes du département et une ZNIEFF de type 2,, : 
les « coteaux calcaires du Béarn » (461,36 ha), couvrant 20 communes du département.

## Urbanisme

### Typologie
Au 1er janvier 2024, Moncla est catégorisée commune rurale à habitat très dispersé, selon la nouvelle grille communale de densité à sept niveaux définie par l'Insee en 2022.
Elle est située hors unité urbaine et hors attraction des villes,.

### Occupation des sols

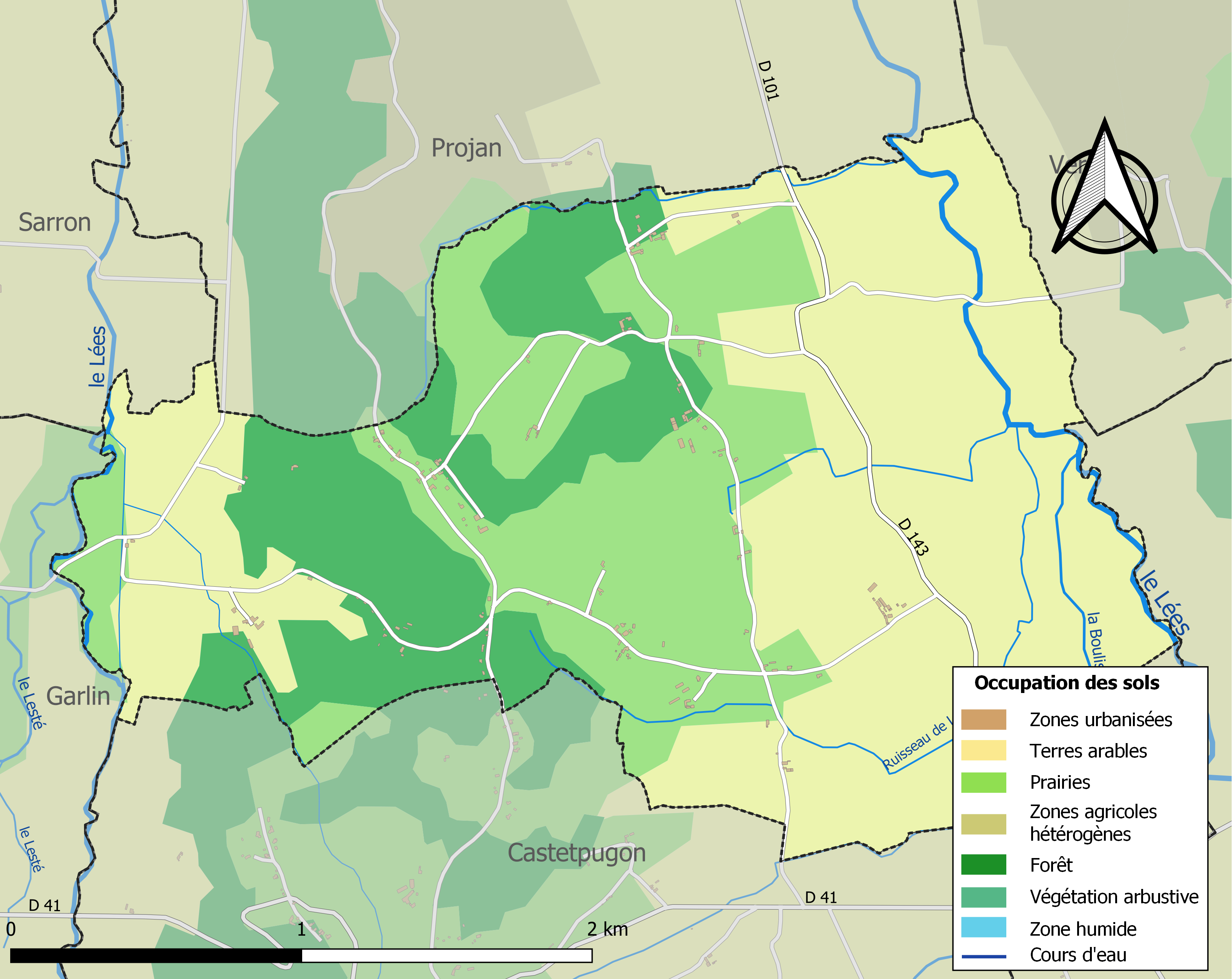
Carte des infrastructures et de l'occupation des sols de la commune en 2018 (CLC).

L'occupation des sols de la commune, telle qu'elle ressort de la base de données européenne d’occupation biophysique des sols Corine Land Cover (CLC), est marquée par l'importance des territoires agricoles (80,8 % en 2018), une proportion identique à celle de 1990 (80,8 %). La répartition détaillée en 2018 est la suivante : 
terres arables (53,7 %), prairies (27,1 %), forêts (19,2 %). L'évolution de l’occupation des sols de la commune et de ses infrastructures peut être observée sur les différentes représentations cartographiques du territoire : la carte de Cassini (XVIIIe siècle), la carte d'état-major (1820-1866) et les cartes ou photos aériennes de l'IGN pour la période actuelle (1950 à aujourd'hui).

### Lieux-dits et hameaux
- Bascarie ;
- Bourdet ;
- Castéra ;
- Part Darré ;
- Part Devant ;
- Pouey ;
- Vignes.

### Voies de communication et transports
La commune est desservie par la route départementale 143.

### Risques majeurs
Le territoire de la commune de Moncla est vulnérable à différents aléas naturels : météorologiques (tempête, orage, neige, grand froid, canicule ou sécheresse), inondations et séisme (sismicité faible). Un site publié par le BRGM permet d'évaluer simplement et rapidement les risques d'un bien localisé soit par son adresse soit par le numéro de sa parcelle.
Certaines parties du territoire communal sont susceptibles d’être affectées par le risque d’inondation par une crue à  débordement lent de cours d'eau, notamment le Léez et le Léès. La commune a été reconnue en état de catastrophe naturelle au titre des dommages causés par les inondations et coulées de boue survenues en 1982 et 2009,.

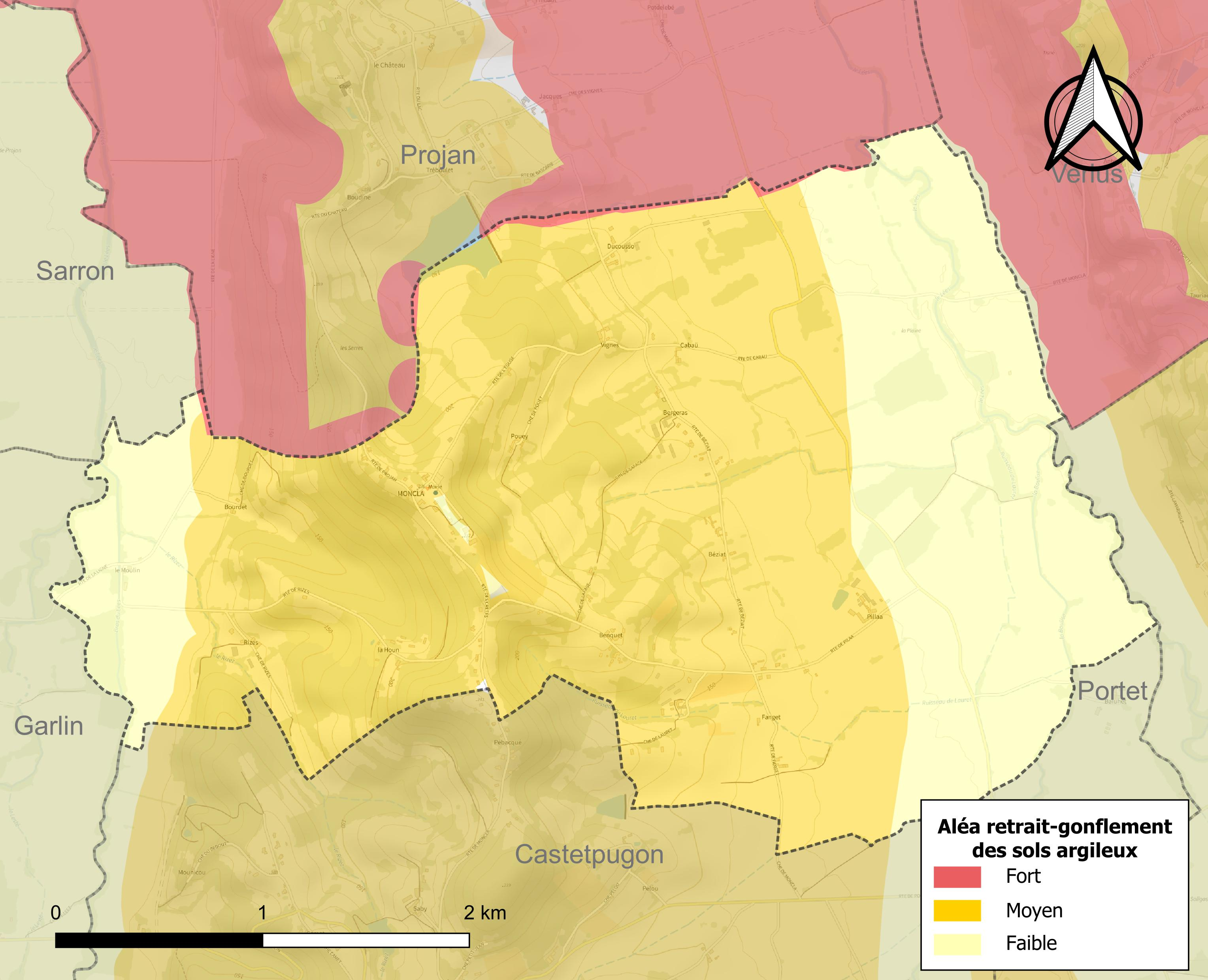
Carte des zones d'aléa retrait-gonflement des sols argileux de Moncla.

Le retrait-gonflement des sols argileux est susceptible d'engendrer des dommages importants aux bâtiments en cas d’alternance de périodes de sécheresse et de pluie. 66,5 % de la superficie communale est en aléa moyen ou fort (59 % au niveau départemental et 48,5 % au niveau national). Depuis le 1er octobre 2020, en application de la loi ELAN, différentes contraintes s'imposent aux vendeurs, maîtres d'ouvrages ou constructeurs de biens situés dans une zone classée en aléa moyen ou fort,.

## Toponymie
Le toponyme Moncla apparaît sous les formes 
Mont-Clar (1343, hommages de Béarn), 
Monclar (1385, censier de Béarn), 
Mont-Claa (1487, registre des Établissements de Béarn) et 
Monclaa (1548, réformation de Béarn).
Son nom béarnais est Montclar ou Mouncla.
Le toponyme Pouey apparaît sous la forme 
Poey (1385, censier de Béarn).

## Histoire
Paul Raymond note que la commune comptait une abbaye laïque, vassale de la vicomté de Béarn.
En 1385, on y comptait quatre feux..

## Politique et administration
| Période                                  | Période  | Identité                 | Étiquette | Qualité |
| ---------------------------------------- | -------- | ------------------------ | --------- | ------- |
| Les données manquantes sont à compléter. |          |                          |           |         |
|                                          |          |                          |           |         |
| avant 1977                               |          | Jules et Auguste Benquet |           |         |
| 1977                                     | 1989     | Roger Saraillé           |           |         |
| 1989                                     | 2008     | Henri Benquet            |           |         |
| 2008 (réélu en mai 2020)                 | En cours | Jean-Paul Lahore         |           |         |

### Intercommunalité
Moncla fait partie de six structures intercommunales :
- la communauté de communes des Luys en Béarn ;
- le SIVU de la voirie de la région de Garlin ;
- le SIVU du Lées et affluents ;
- le syndicat d’énergie des Pyrénées-Atlantiques ;
- le syndicat intercommunal d’alimentation en eau potable Luy - Gabas - Lées ;
- le syndicat intercommunal des Cinq Rivières.

## Population et société

### Démographie
L'évolution du nombre d'habitants est connue à travers les recensements de la population effectués dans la commune depuis 1793. Pour les communes de moins de 10 000 habitants, une enquête de recensement portant sur toute la population est réalisée tous les cinq ans, les populations de référence des années intermédiaires étant quant à elles estimées par interpolation ou extrapolation. Pour la commune, le premier recensement exhaustif entrant dans le cadre du nouveau dispositif a été réalisé en 2008.

En 2022, la commune comptait 85 habitants, en évolution de −14,14 % par rapport à 2016 (Pyrénées-Atlantiques : +3,78 %, France hors Mayotte : +2,11 %).
| 1793 | 1800 | 1806 | 1821 | 1831 | 1836 | 1841 | 1846 | 1851 |
| ---- | ---- | ---- | ---- | ---- | ---- | ---- | ---- | ---- |
| 307  | 318  | 363  | 305  | 315  | 344  | 355  | 332  | 297  |

| 1856 | 1861 | 1866 | 1872 | 1876 | 1881 | 1886 | 1891 | 1896 |
| ---- | ---- | ---- | ---- | ---- | ---- | ---- | ---- | ---- |
| 300  | 332  | 306  | 263  | 266  | 259  | 229  | 226  | 194  |

| 1901 | 1906 | 1911 | 1921 | 1926 | 1931 | 1936 | 1946 | 1954 |
| ---- | ---- | ---- | ---- | ---- | ---- | ---- | ---- | ---- |
| 194  | 179  | 200  | 185  | 167  | 165  | 169  | 149  | 133  |

| 1962 | 1968 | 1975 | 1982 | 1990 | 1999 | 2006 | 2008 | 2013 |
| ---- | ---- | ---- | ---- | ---- | ---- | ---- | ---- | ---- |
| 120  | 115  | 112  | 91   | 107  | 101  | 101  | 101  | 101  |

| 2018 | 2022 | - | - | - | - | - | - | - |
| ---- | ---- | - | - | - | - | - | - | - |
| 84   | 85   | - | - | - | - | - | - | - |

## Économie
La commune fait partie des zones d'appellation d'origine contrôlée (AOC) du madiran, du pacherenc-du-vic-bilh et du béarn.

## Culture locale et patrimoine

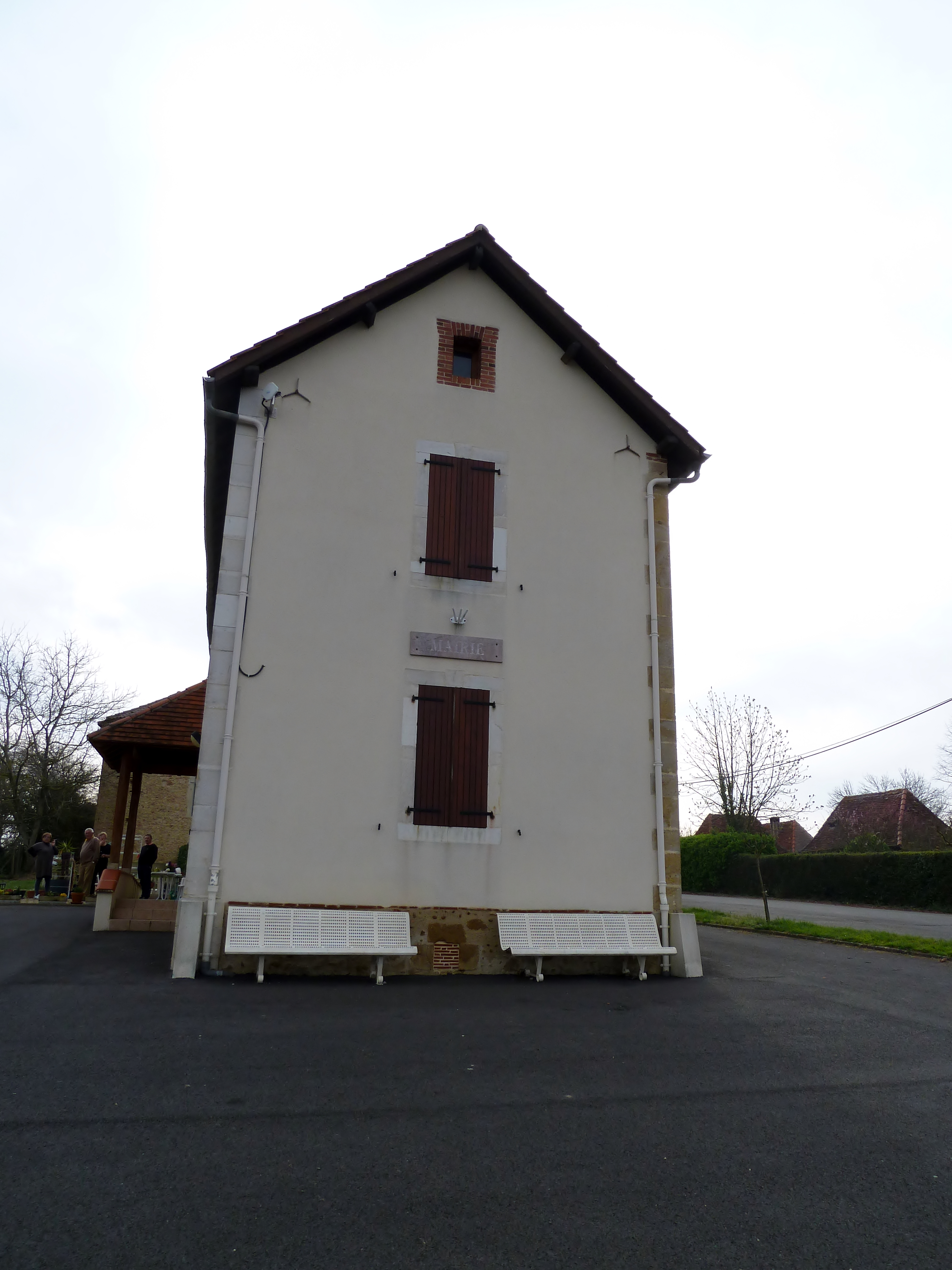
La mairie.
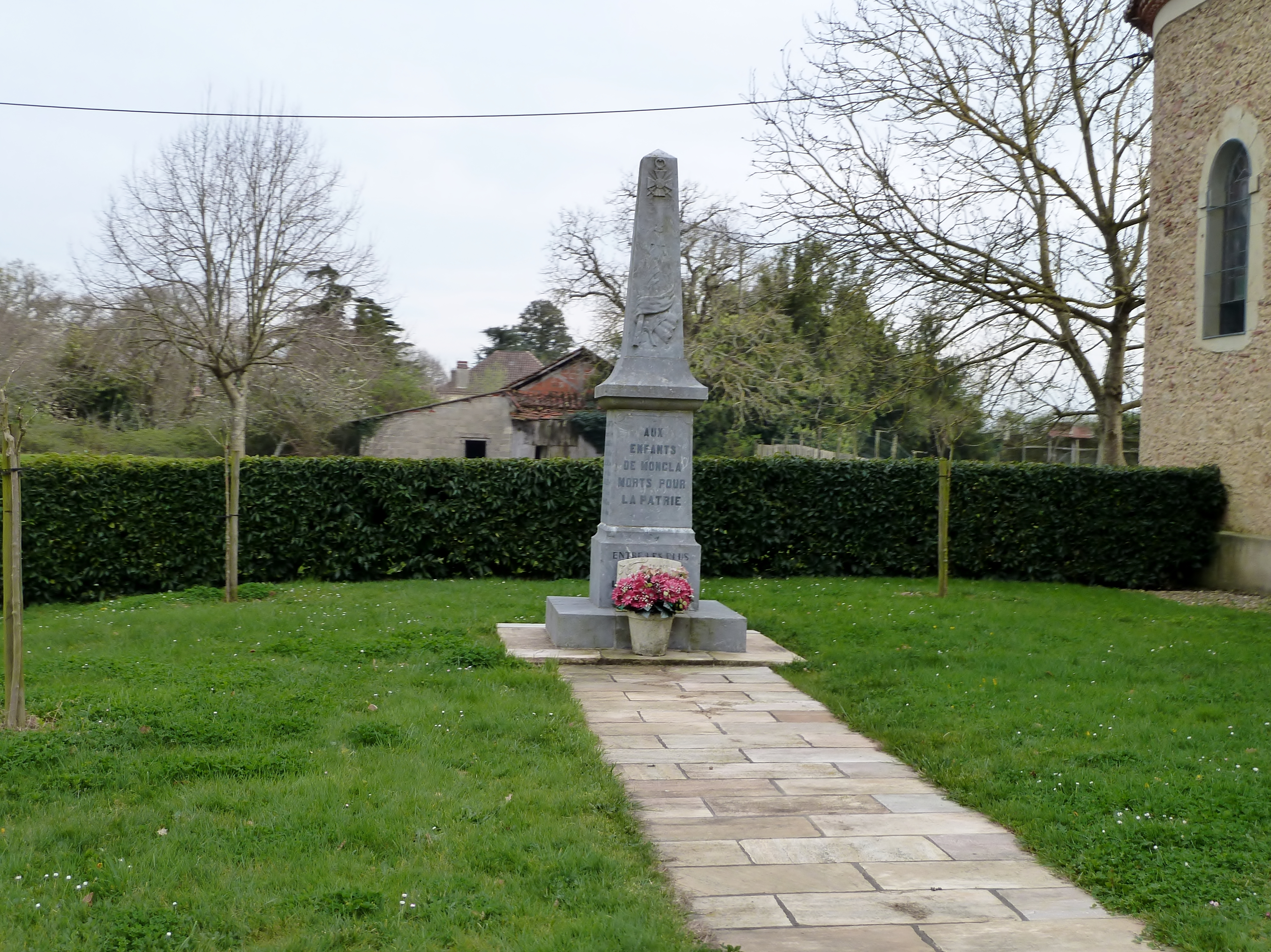
Le monument aux morts.
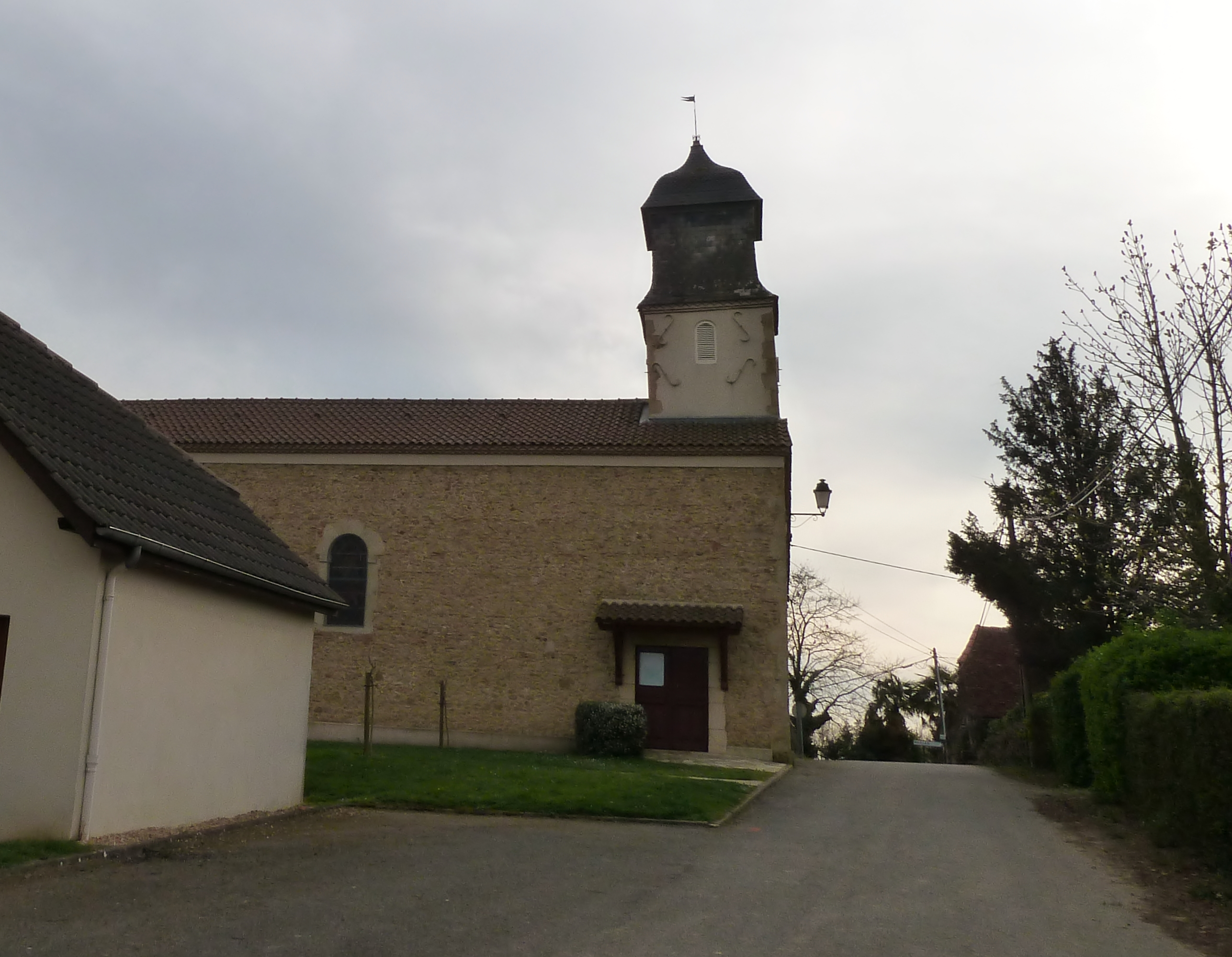
L'église Saint-Étienne.
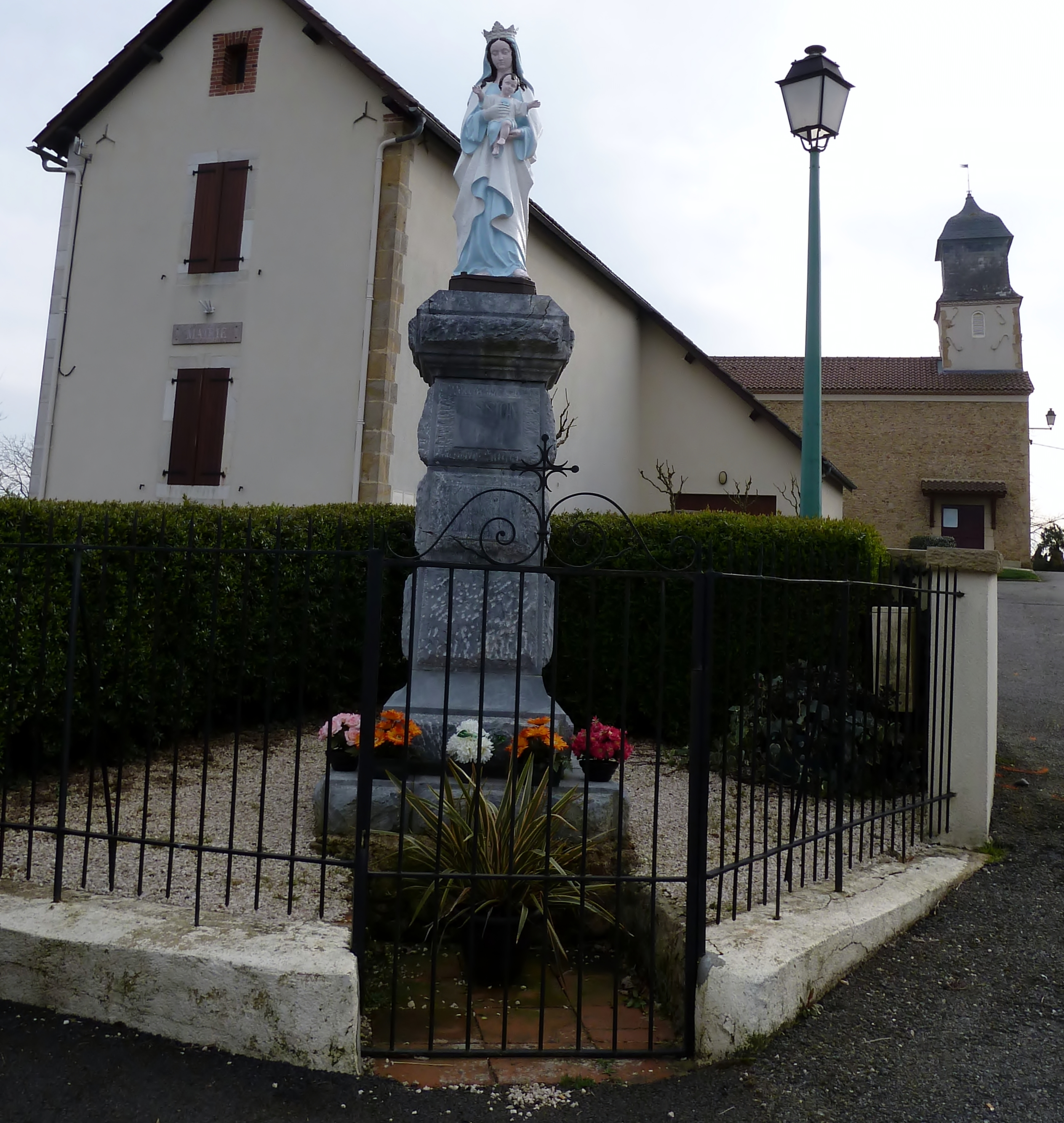
Statue de la Vierge à l'Enfant.
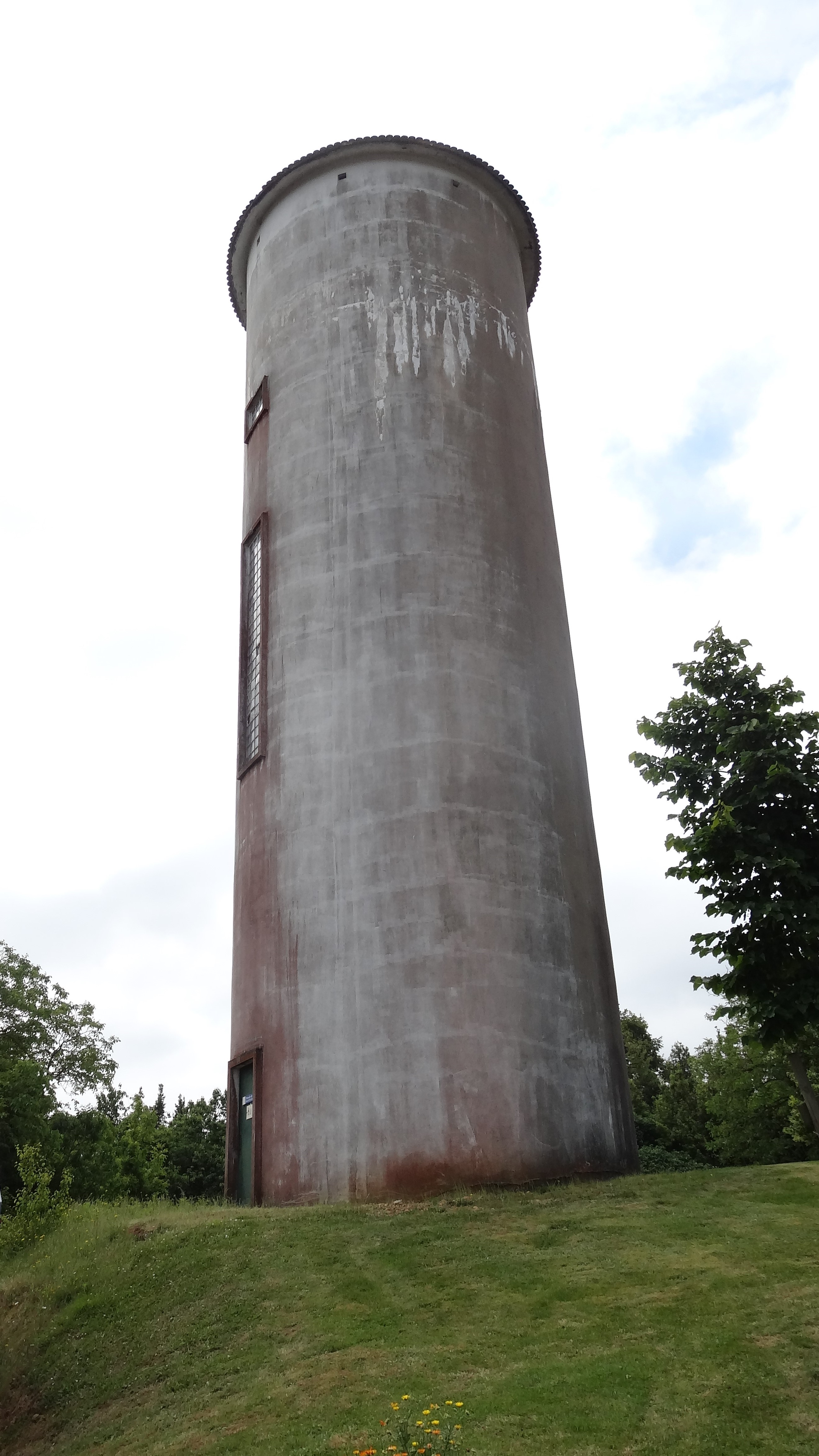
Château d'eau.

Dans les cahiers du Vic-Bilh (CVB n°1,1975 ), est mentionné un recensement non exhaustif réalisé au XIXe siècle (1880). Ce recensement déclarait que Moncla était alors une commune essentiellement agricole, et surtout viticole, où l'on pouvait également trouver un grand nombre de tissanderies. Le village comptait 266 habitants et 77 maisons. Il y avait également un moulin, 65 fours, une citerne, 5 puits, 28 mares, 2 fontaines et un ruisseau.
Pour ce qui était des productions agricoles, mis à part la viticulture qui était la production végétale dominante, on pouvait aussi dénombrer 17 chevaux (pour tracter les 9 véhicules à deux roues et les 39 à quatre roues), 100 bêtes à cornes, 50 moutons et 40 porcs. Ce recensement est bien moins précis que ceux fournis par l'INSEE actuellement, néanmoins, il est révélateur de la situation professionnelle et notamment agricole du village à la fin du XIXe siècle.
Évolution  des surfaces du vignoble :
- 1820 : 65 ha ;
- 1892 : 54 ha ;
- 1992 : 8 ha.

Une sardinade a lieu au mois d'août.

### Patrimoine civil
Il y peu de traces historiques du village, cependant dans les « cahiers du Vic-Bilh », on peut relever la présence d'une voie romaine (CVB n°8 ), d'un château (le château de Moncla date  partiellement du XVIIe siècle - CVB n°9), une maison bourgeoise datant de 1830 (Les Vignes), la maison Bascarie, le pigeonnier -poulailler Soues et des retables du XVIIIe siècle.
L'inventaire général du patrimoine culturel a enregistré un castelnau, composé d'une enceinte, d'une motte, d'un fossé et d'une basse-cour, datant des XIVe et, semble-t-il, XVe siècles.
Moncla présente un ensemble de maisons et de fermes datant des XVIIIe et XIXe siècles.

### Patrimoine religieux
L'église Saint-Étienne date du XIXe siècle. Elle recèle du mobilier, quatre verrières, un tableau, des statues et des objets inscrits à l'inventaire général du patrimoine culturel.